# 21644 Vinay
21644 Vinay là một tiểu hành tinh vành đai chính với chu kỳ quỹ đạo là 1370.4239593 ngày (3.75 năm).
Nó được phát hiện ngày 13 tháng 7 năm 1999.